# Rosa Feola

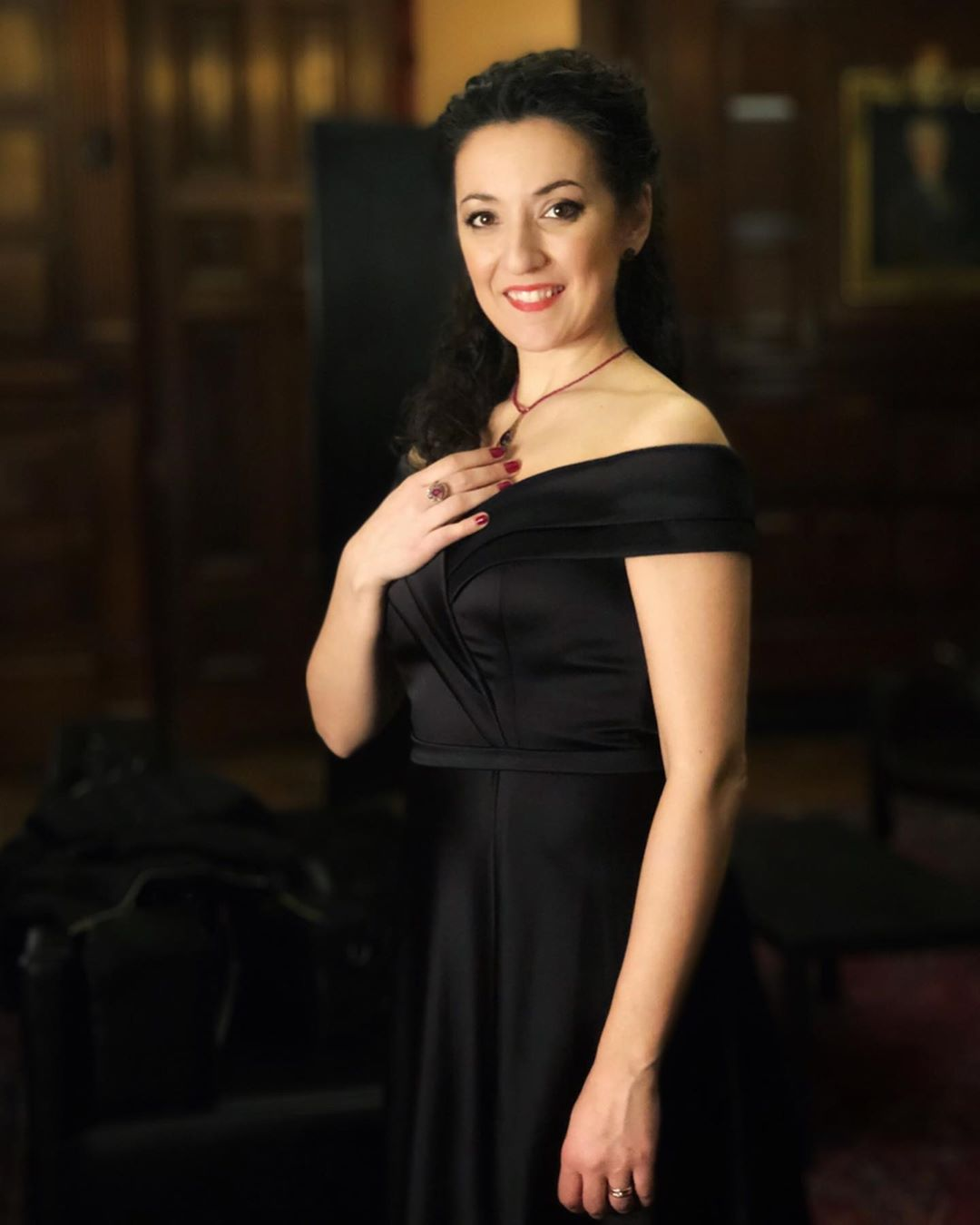
Rosa Feola am 13. Januar 2020 in New York

Rosa Feola (* 21. Mai 1986 in San Nicola la Strada) ist eine italienische Sopranistin.

## Leben und Wirken
Rosa Feola wurde in San Nicola la Strada, Provinz Caserta, geboren und ist dort in einer musikbegeisterten Familie aufgewachsen. Mit fünf Jahren begann sie bei ihrem Cousin Klavier zu lernen. Später trat sie in den Chor der Accademia musicale di San Nicola ein und sang auch im Kirchenchor. Nachdem sie bei Mara Naddei Gesang studiert und 2008 am Konservatorium Giuseppe Martucci von Salerno mit Höchstnote und Auszeichnung abgeschlossen hatte, bildete sie sich bei Renata Scotto, Anna Vandi und Cesare Scarton im Opernstudio der Accademia Nazionale di Santa Cecilia in Rom weiter.
Mit 23 Jahren gab sie an der Accademia Nazionale di Santa Cecilia ihr Debüt als Corinna in Rossinis Il viaggio a Reims mit Kent Nagano. Sie wurde international bekannt, als sie 2010 den 2. absoluten Preis, den Zarzuela-Sonderpreis und den Rolex-Publikumspreis bei der Operalia von Plácido Domingo gewann.
Im folgenden Jahr gab sie ihr Debüt als Adina in Donizettis L’elisir d’amore am Teatro dell’Opera di Roma, als Susanna in Mozarts Le nozze di Figaro am Teatro La Fenice in Venedig und als Micaëla in Bizets Carmen an der Deutschen Oper Berlin. Sie sang die Inez in I due Figaro von Saverio Mercadante an den Salzburger Festspielen (in Koproduktion mit dem Ravenna Festival, dem Teatro Real in Madrid und dem Teatro Colón in Buenos Aires) unter dem Dirigat von Riccardo Muti, mit dem sie seitdem eine lange Zusammenarbeit unterhält. Das Label Ducale veröffentlichte die Aufnahme vom Ravenna Festival.
2012 gab sie mit Muti und dem Chicago Symphony Orchestra ihr US-Debüt in Carl Orffs Carmina Burana im Millennium Park in Chicago und bei der Eröffnung der Konzertsaison in der Carnegie Hall in New York. Beim Ravenna Festival debütierte sie unter der Regie von Cristina Mazzavillani Muti als Gilda in Verdis Rigoletto, eine ihrer Lieblingsrollen, in der sie auch am Opernhaus Zürich (2013), an der Bayerischen Staatsoper (2015), an der Lyric Opera of Chicago (2017) und an der Metropolitan Opera in New York (2019) debütierte.
2014 gab sie ihr Debüt in der Wigmore Hall für die Rosenblatt Recital Series mit dem Pianisten Iain Burnside.
2015 und 2016 waren wichtige Jahre für ihre Karriere. Sie debütierte an der Welsh National Opera als Elvira in einer neuen Produktion von Bellinis I puritani, erhielt begeisterte Kritiken und gewann bei den „Wales Theatre Awards“ als Best Female in an Opera Production und den What’s on Stage Opera Poll 2016 in Großbritannien. Ihr erstes Album von 2015 trägt den Titel Musik und Poesie mit Kompositionen von Ottorino Respighi, Giuseppe Martucci, Amilcare Ponchielli, Ciro Pinsuti und Franz Liszt. Das Album erhielt 2015 eine Editor’s Choice in der März-Ausgabe des Gramophone-Magazins, und Rosa Feola wurde für ihre Darbietung 2016 für die Gramophone Classical Music Awards als eine der „Solo Vocals“ nominiert. Sie wurde 2016 neben Anna Bonitatibus, Mariella Devia, Christine Goerke, Evelyn Herlitzius und Anna Netrebko auch für die „International Opera Awards“ als weibliche Interpretin nominiert.
2016 sang sie in Konzerten mit dem Chicago Symphony Orchestra unter der Leitung von Riccardo Muti anlässlich des 400. Todestages von William Shakespeare die Rolle der Nannetta in Verdis Falstaff und gab damit ihr erstes Konzert in San Francisco. Sie nahm an den BBC Proms in der Royal Albert Hall in London in einem Konzert mit Arien von Felix Mendelssohn und Wolfgang Amadeus Mozart teil und sang bei ihrem Debüt an der Wiener Staatsoper die Susanna in Mozarts Le nozze di Figaro. Die Susanna sang sie mit der Wiener Staatsoper unter Riccardo Muti auch in Yokohama in der historischen Produktion von Jean-Pierre Ponnelle.
2017 nahm sie am Neujahrskonzert des Teatro La Fenice in Venedig unter der Leitung von Fabio Luisi teil und sang Musik von Bellini, Donizetti und Verdi. Das Konzert wurde von Rai und Arte ausgestrahlt. Anlässlich des 200. Jahrestages der Uraufführung an der Scala (1817) gab sie ihr Debüt am Teatro alla Scala in Rossinis La gazza ladra unter Riccardo Chailly. Die Aufführung wurde live auf Rai Radio 3, im Fernsehen auf Rai 5 und in einer Filmversion in Italien sowie anderen Ländern auf All’Opera übertragen.
Sie nahm am 21. Juni 2020 mit dem Luigi Cherubini Youth Orchestra unter Riccardo Muti am Eröffnungskonzert des Ravenna Festivals 2020 in der Burg Rocca Brancaleone teil und sang Musik von Mozart. Dieses Konzert im historischen Außenbereich war, unter Einhaltung der vorgeschriebenen Distanzregeln, das erste Konzert in der Öffentlichkeit in Italien nach fast vier Monaten Lockdown wegen der Covid-19-Pandemie. Es wurde live auf Rai Radio 3 übertragen und auf Ravenna Festival live gestreamt.
Sie gab am 16. Oktober 2020 ihr Debüt als Violetta in Verdis La traviata im Teatro Gabriello Chiabrera von Savona unter der Regie von Renata Scotto, die 1952 ihrerseits ihr Debüt in dieser Rolle und in diesem Theater gegeben hatte.
Am 1. Januar 2021 nahm sie wiederum am prestigeträchtigen Neujahrskonzert im Teatro La Fenice in Venedig teil, diesmal unter der Leitung des Dirigenten Daniel Harding und zusammen mit dem Tenor Xabier Anduaga.

## Repertoire
- Bellini, I puritani (Elvira)
- Bellini, La sonnambula (Amina)
- Bizet, Les pêcheurs de perles (Leïla)
- Bizet, Carmen (Micaëla)
- Cherubini, Médée (Dircé)
- Cimarosa, Il matrimonio segreto (Carolina)
- Donizetti, L’elisir d’amore (Adina)
- Donizetti, Il campanello (Serafina)
- Donizetti, Lucia di Lammermoor (Lucia Ashton)
- Donizetti, Don Pasquale (Norina)
- Mercadante, I due Figaro (Inez)
- Mozart, Le nozze di Figaro (Susanna)
- Mozart, La clemenza di Tito (Servilia)
- Mozart, Idomeneo (Ilia)
- Mozart, Don Giovanni (Zerlina)
- Mozart, La finta giardiniera (Sandrina)
- Puccini, La Bohème (Musetta)
- Puccini, Gianni Schicchi (Lauretta)
- Rossini, Il viaggio a Reims (Corinna)
- Rossini, La gazza ladra (Ninetta)
- Rossini, Il turco in Italia (Fiorilla)
- Verdi, Rigoletto (Gilda)
- Verdi, La traviata (Violetta)
- Verdi, Falstaff (Nannetta)

## Privates
Rosa Feola ist seit dem 9. Dezember 2015 mit dem Bariton Sergio Vitale aus Caserta verheiratet. Sie hat zwei Brüder: Carlo, einen Bassbariton, und Gianluca, einen Geiger.